# ウィスタリア荘
「ウィスタリア荘」（ウィスタリアそう、ウィステリア荘、The Adventure of Wisteria Lodge）は、イギリスの小説家、アーサー・コナン・ドイルによる短編小説。シャーロック・ホームズシリーズの一つで、56ある短編小説のうち38番目に発表された作品である。イギリスの「ストランド・マガジン」1908年9・10月号、アメリカの「コリアーズ・ウィークリー」1908年8月15日号に発表。1917年発行の第4短編集『シャーロック・ホームズ最後の挨拶』(His Last Bow) に収録された。
「ストランド・マガジン」では分割で掲載され、9月号の前編が「ジョン・スコット・エクルズ氏の奇妙な体験」（The Singular Experience of Mr. John Scott Eccles）、10月号の後編が「サン・ペドロの虎」（The Tiger of San Pedro）という題名で発表された。「コリアーズ・ウィークリー」では一括掲載され、「J. スコット・エクルズ氏の奇妙な体験」（The Singular Experience of Mr. J. Scott Eccles）という題名が使用された。「ウィスタリア荘」と改題されたのは、短編集『シャーロック・ホームズ最後の挨拶』に収録される際である。

## あらすじ
スコット・エクルズ氏がエシャーのウィスタリア荘に招待され、歓待を受ける。ところが翌朝、主人のガルシアをはじめとして召使いたちがみんな消えてしまった。ガルシアはウィスタリア荘から1マイルほど離れたところで殺人死体となって発見され、警察はエクルズを容疑者として追及するが、エクルズ氏の話を聞いて事件の謎は深まっていく。
地元のベインズ警部は、夕食中に届いたという手紙を見つけ、暗号文のような内容をホームズたちに示す。ホームズは手紙の内容から、ガルシアが向かっていたのは近くの大きな屋敷であるとにらみ、地元の不動産屋に大きな屋敷のリストを挙げてもらう電報を打つ。
ベインズ警部は、ウィスタリア荘に戻ってきたガルシアの召使いの大男を殺人容疑で逮捕するが、ホームズはその男が犯人ではないと警部に警告する。ホームズはリストに挙げられた大きな屋敷の中から、怪しい屋敷に当たりをつけ、見張りをつける。
ホームズはワトスンとともに、この屋敷の女家庭教師の部屋に忍び込もうとするが、その前に屋敷の住人は逃げ出してしまう。女家庭教師は捕らわれ、一緒に連れ去られようとしていたが、見張りをしていたウォーナーが逃げ出してくる彼女をホームズのもとへ連れ出してきた。

## 年代
正典では事件が起こった年月を1892年3月としている。しかし、この年はホームズがライヘンバッハの滝壺に落ちて死んだ（最後の事件）と考えられている時期であり、明らかに誤った記述である。
研究者の中には、この事件が1890年に起きたものと考える者もいる。また、発生時期を強調し、かつ念押しするような記述がされている事から、実際の発生時期とは無関係に、ホームズが帰還したのが1894年ではなくもっと前であることをワトスンが暗示させたものではないかと考える説もある（空き家の冒険#大空白時代）。
なお、河出書房新社版の「ホームズ全集」に掲載された注釈にはドイル自身が語った話として、「ついうっかりして、本来は《空き家の冒険》の事件が起きた翌年に年代を設定するつもりが、《最後の事件》の翌年に設定してしまったのである」と紹介されている。これを基準とすれば1895年の事件となり、近年の翻訳では本文中の文言も1895年3月と修正されるようになっている。